# Terrazza degli elefanti

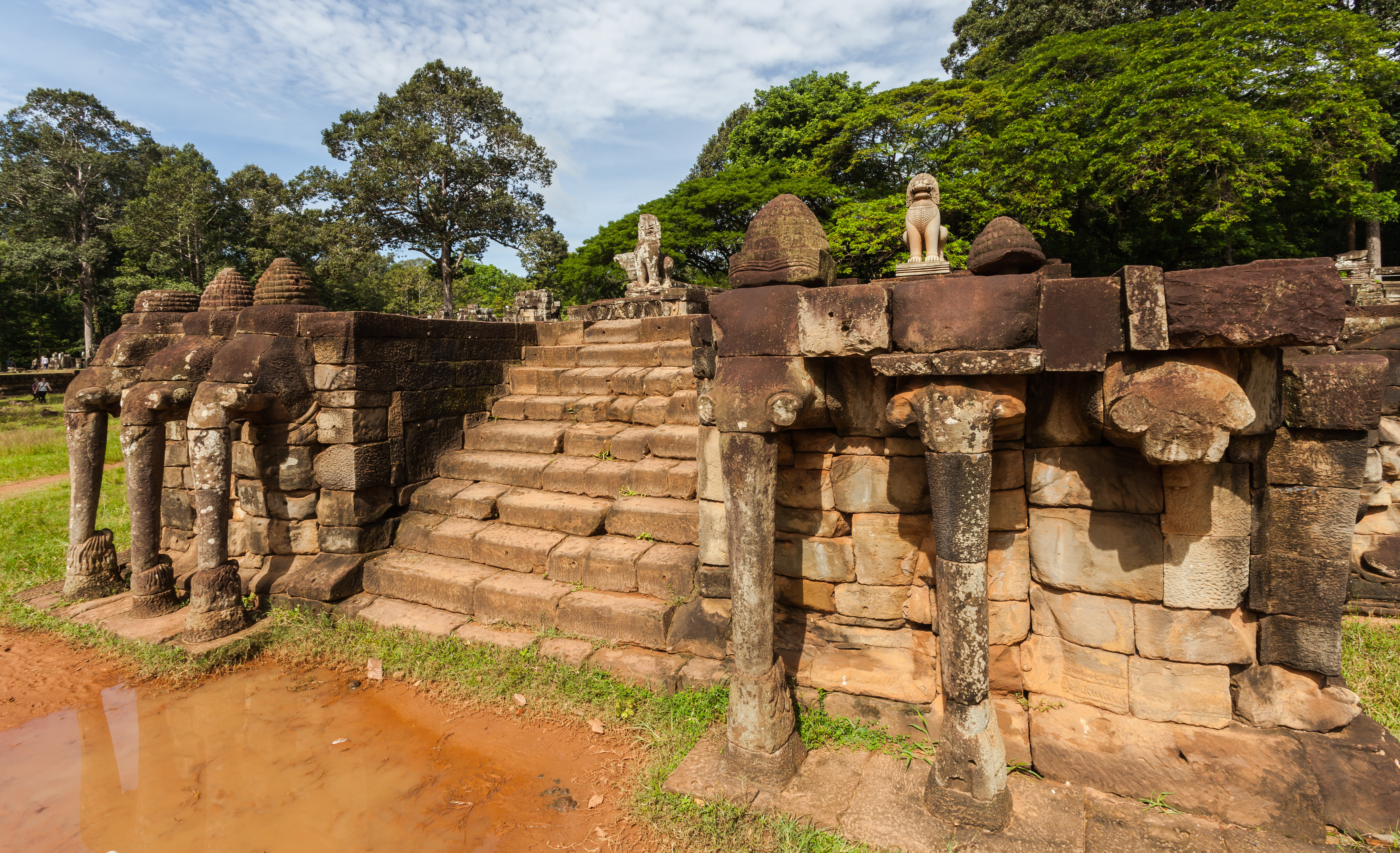
Dettaglio delle statue a forma di elefante.

La Terrazza degli elefanti si trova nel sito archeologico di Angkor, nei pressi dell'odierna Siem Reap, in Cambogia.

## Descrizione

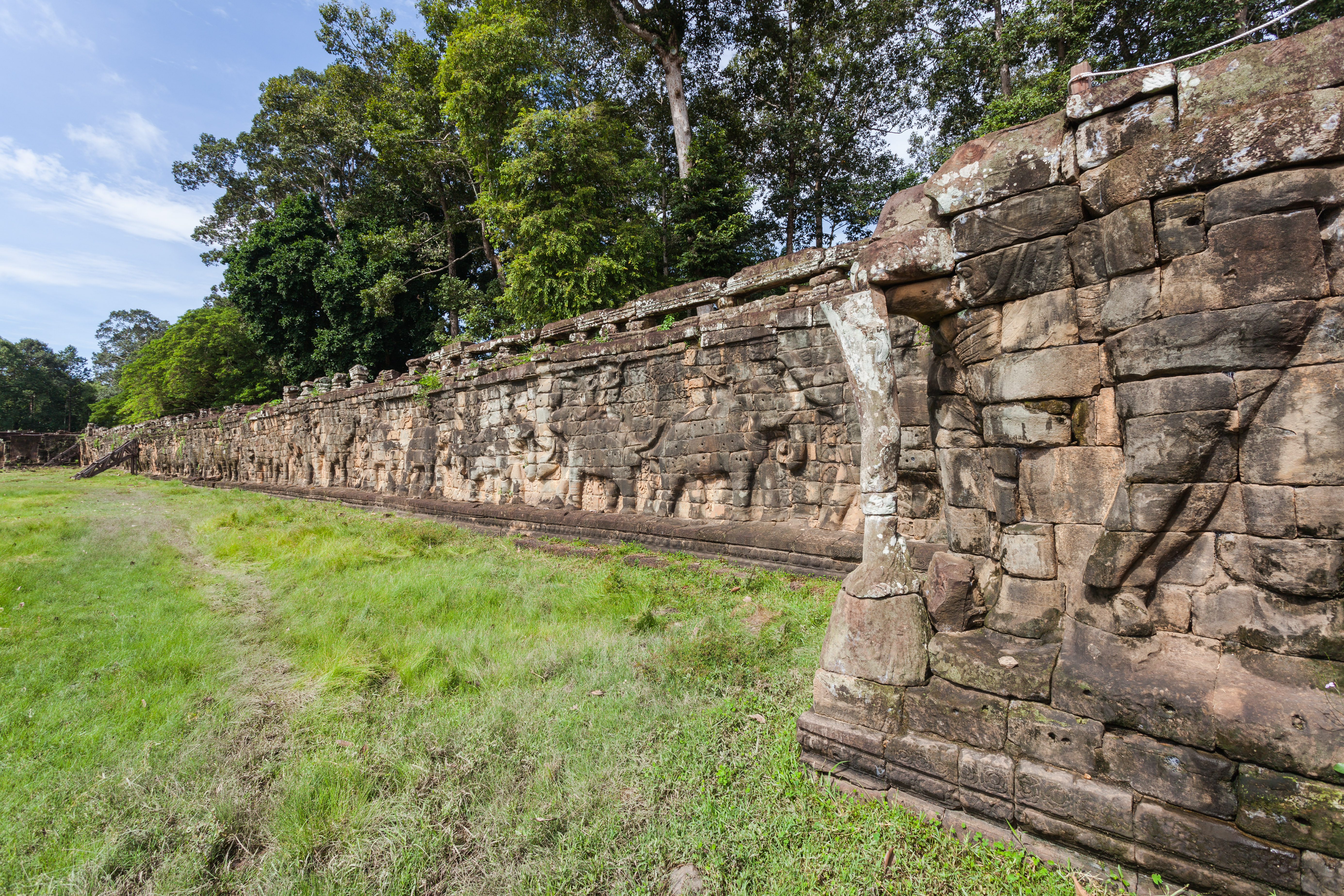
Panorama della terrazza.

Si allunga per più di 300 metri, dall'entrata del Baphuon alla Terrazza del Re lebbroso. Costituisce il lato ovest della grande Piazza Reale al centro di Angkor Thom, la capitale del grande sovrano Khmer Jayavarman VII, che la fece edificare nel tardo XII secolo. Il figlio Jayavarman VIII vi apportò ulteriori modifiche.
La terrazza prende il nome con cui è attualmente conosciuta dalle numerosissime sculture di elefanti in parata che ne ornano il basamento, alto circa tre metri. Da essa si proiettano verso la piazza cinque grandi scalinate, disposte simmetricamente, delle quali la centrale è la maggiore. I muri nei pressi delle scalinate sono ornati anche da garuḍa e da figure con la testa di leone. Subito ad ovest si trova il Phimeanakas.

## Funzioni

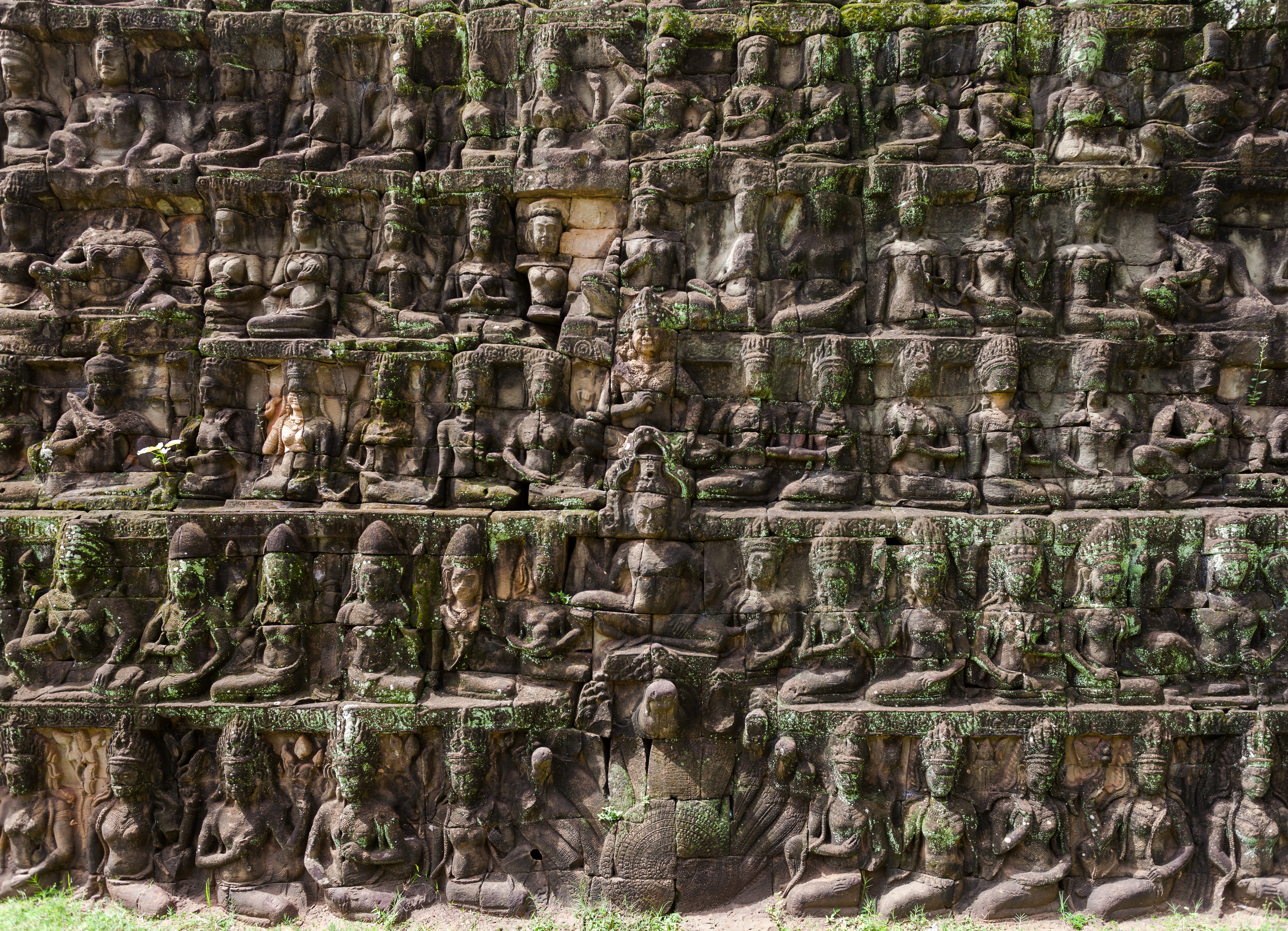
Muro.

La terrazza fu costruita per diversi scopi. Si suppone che lo scopo originario fosse per permettere al potente sovrano di osservare il proprio esercito riunito e per poter fare discorsi sia a loro che alla popolazione, tuttavia data la grandezza del posto e la sua forma "a piazza" è lecito pensare che essa venisse usata talvolta per manifestazioni religiose e importanti cerimonie presieduta dal re che ovviamente sedeva nel punto più alto.
Si ritiene costituisse le fondamenta del Palazzo Reale (costruito in legno e non sopravvissuto). Sembrano confermarlo il ritrovamento di tegole di piombo (che secondo quanto raccontato da Zhou Daguan costituivano la copertura degli appartamenti reali) e la presenza di fregi raffiguranti le oche sacre (hamsas) sulla piattaforma rialzata.